# Свети Николай (Омотско)
„Свети Николай Летни“ (на гръцки: Αγίου Νικολάου) е православна църква в костурското село Омотско (Ливадотопи), Егейска Македония, Гърция. Храмът е част от Костурската епархия.
Църквата е построена върху по-старата „Свети Архангели“. Според надписа над входа е изградена в 1657 година.